# Madejski Stadium
Il Madejski Stadium (IPA: /məˈdeɪski/) è un impianto sportivo multifunzione britannico che si trova nella città inglese di Reading.
Inaugurato il 22 agosto 1998, ha sostituito Elm Park come terreno di casa di Reading; prende il nome dal presidente del Reading FC, John Madejski.

## Descrizione
Questo è lo stadio di casa del Reading Football Club ed è stato inaugurato il 22 agosto 1998 con un match fra la squadra casalinga e il Luton Town i quali furono battuti per ben 3-0. Grant Brebner, in quell'occasione, ebbe l'onore di segnare il primo gol allo stadio. Anche il club di rugby della città, i London Irish, gioca le partite casalinghe in questo stadio anche se Londra è circa 40 miglia a est di Reading. Si tratta di uno stadio con una capacità di 24.161 posti e si trova vicino alla Linea 4 della Metropolitana di Londra. È stato costruito sul sito di una ex discarica di rifiuti domestici e lo stadio è circondato da metanodotti. Lo stadio fu pagato più di 50 milioni di sterline per la costruzione e £750.000 per le fibre sintetiche intrecciate con erba naturale del campo.
Per la prima volta nella sua storia, il Reading Football Club ha partecipato alla Premier League nel 2006. A seguito del tutto esaurito per le prime partite della stagione, il club annunciò la sua intenzione, nell'ottobre del 2006, di fare una domanda di costruzione per far aumentare di 1.000 posti la capacità dello stadio. La domanda è stata presentata il 24 gennaio 2007, proponendo inizialmente l'estensione della East Stand con 6.000 posti a sedere (aumentando la capacità di circa 30.000) e, successivamente, l'estensione del Nord e del Sud Stands per raggiungere la capacità richiesta. Giovedì 24 maggio 2007 è stato annunciato che era stato concesso di estendere lo stadio di una capacità a 36.900 posti a sedere. La prima fase di ristrutturazione amplierà la East Stand di 6.600 posti a sedere. Il lavoro è stato impostato per l'avvio a metà del 2008, dopo che il piano iniziale di estendere nel 2007 è stato demolito a causa della mancanza di lavoratori disponibili alla ristrutturazione.
La retrocessione di Reading dalla Premier League nel 2008 ha comportato l'interruzione di tutti i piani di espansione, ripresa nel 2012 con la nuova promozione in Premier League.
I piani per espandere il terreno sono stati nuovamente messi in attesa dopo che il Reading è stato retrocesso al campionato della Football League alla fine della stagione 2012-13 dopo un pareggio senza reti nel QPR del 28 aprile 2013.

## Rugby
Sebbene sia uno stadio adibito al calcio, il Madejski è stato regolarmente utilizzato anche da società di Rugby Union: Richmond è stata la prima squadra di rugby ad utilizzare lo stadio, tutto ciò durò solo una stagione, quando Richmond entrò in amministrazione controllata con i London Scottish e fuse con i London Irish.
London Irish si trasferì al Madejski nel 2000 dopo un anno allo Stoop Memorial Ground di Twickenham. L'11 gennaio 2008 è stato annunciato che i London Irish avevano raggiunto un accordo per continuare a giocare nel Madejski Stadium fino al 2026. L'affluenza di pubblico è aumentata fino ad una media di 11.000 spettatori fino a raggiungere il record di pubblico per una partita di Premiership, infatti il 16 marzo 2008 23.709 spettatori hanno assistito all'incontro tra gli Irish e London Wasps. Il record è rimasto imbattuto fino al 19 settembre 2009, quando Leicester Tigers ha aperto la nuova tribuna per aumentare la capacità del Welford Road a 24.000.
Oltre alle partite casalinghe dei London Irish, lo stadio ha ospitato anche tre finali della Challenge Cup (2001, 2003, 2004).

## Incontri di rilievo

### Rugby a 15
| Arbitro: | Nigel Whitehouse |

|                                        |      |                                  |
| Gollings 7’ Sanderson 48’ O’Leary 83’  | mt   | 30’ Corleto 75’ Quesada 95’ Reid |
| P. Burke 7’, 48’, 95’                  | tr   | 30’, 75’, 95’ Quesada            |
| P. Burke 12’, 16’, 39’, 70’, 88’, 104’ | c.p. | 6’, 14’, 36’ Quesada             |
| P. Burke 108’                          | drop | 21’ Quesada                      |

| Arbitro: | Nigel Williams |

|                                                     |      |                                                                    |
| Barkley 33’ Scayesbrook 50’ Tindall 67’ Balshaw 80’ | mt   | 17’ Lewsey 21’ Waters 24’ Greening 42’ M. Wood 55’ Logan 73’ Leota |
| Barkley 33’, 67’                                    | tr   | 17’, 21’, 24’, 42’, 55’, 73’ King                                  |
| Barkley 8’, 38’                                     | c.p. | 12’, 64’ King                                                      |

| Arbitro: | Nigel Whitehouse |

|                      |      |                                       |
| Azam 24’ Mignoni 59’ | mt   | 18’ Duffy 80’ Keogh                   |
| Floch 24’, 59’       | tr   | 80’ Dunne                             |
| Floch 16’, 39’, 67’  | c.p. | 12’, 31’, 37’, 50’ P. Burke 64’ Keogh |
| Merceron 28’         | drop |                                       |